# Della Scala

Escut dels Della Scala

Els Della Scala o Scaligeri fou un llinatge que va exercir la senyoria a Verona (Itàlia) del 1260 al 1387.
Com a ancestre s'esmenta al noble Arduí que va morir cap al 1014, deixant un fill anomenat Adan (Adan Balduí) mort el 1035, pare de Sigibert, al seu torn pare de Jacopino della Scala.
Jacopino va tenir quatre fills: Manfred della Scala fou bisbe de Verona el 1241. Mastino I della Scala va assumir la senyoria de la ciutat el 1260 fins al 1277 en què el va succeir el seu germà Albert I della Scala, que era podesta de Màntua. El quart fill fou Boca della Scala.
Albert I della Scala va morir el 1301 i el va succeir el seu fill Bartolomeo I della Scala, i el 1304 el seu germà Alboí I della Scala que era podesta de Màntua. Va morir el 1311 i el va succeir a Verona el seu parent Frederic della Scala com a podestà, junt amb Albert II della Scala (fill d'Alboí I) i el seu propi germà Cangrande I della Scala. El 1317 Frederic exercí el poder a Mòdena i el 1321 a Bèrgam.
Cangrande I va morir el 1329 i llavors Albert II va associar al seu germà Mastino II della Scala que va morir el 1351, seguint poc després Albert II (1352). La successió va passar als fills de Mastino II, Cangrande II della Scala (1352-1359), Cansignoro della Scala (1359-1375) i Pau Alboí della Scala (1359-1365) amb una breu usurpació el 1354 del germanastre Fregnano della Scala.
Cangrande II va morir el 1359 assassinat per son germà Cansignoro, i només va deixar un fill il·legítim anomenat Guillem della Scala. Pau Alboí fou empresonat el 1365 i assassinat el 1375, i finalment Cansignoro va morir el 1375. Cap d'ells va deixar fills legítims i el poder va passar als fills il·legítims de Cansignore, Bartolomeo II della Scala (1375-1381) i Antoni I della Scala (1375-1387), amb qui es va acabar el poder dels Della Scala després de l'ocupació de Verona per Joan Galeàs Visconti de Milà després de la batalla de Castagnaro. El fill d'Antoni I, Canfrancesco della Scala, que reclamava la senyoria, va morir el 1392.
Encara després van exercir un mes el poder Guillem della Scala, el bastard de Cangrande II, i els seus fills Brunoro della Scala i Antoni II della Scala (1404) i un germà dels dos darrers, Nicòdem (mort el 1443), fou bisbe de Freising.

## Senyors de Verona de la família Della Scala (Scaligeri)
- Mastino I 1260-1277
- Albert I 1277-1301
- Bartomeu I 1301-1304
- Albí I 1304-1311
- Frederic 1311-1313
- Albert II 1311-1352
- Can I el gran 1311-1329
- Martino II 1329-1351
- Can II gran 1352-1354
- Fregnano 1354
- Can II gran (segona vegada) 1354-1359
- Cansignoro 1359-1375
- Pau Alboí 1359-1365
- Bartomeu II 1375-1381
- Antoni I 1375-1387

## Els Della Scala alRegne de València
Un dels fills de Martino I, Nicolàs -que es canvia el nom per Laurenci en guanyar el dia d'aquest sant un duel a un sarraí-, emigra a la Corona d'Aragó a provar fortuna en la conquesta del Regne de València. De fet, veiem descendents dels Della Scala -amb el nom catalanitzat a Descals o també d'Escales- amb Jaume I, Pere el Gran i Jaume el Just. Pels serveis prestats a la Corona, els Descals reben diversos senyorius a l'interior del Regne de València, com el de Fortaleny, l'Ènova o la castellania de Beneixama. Per tant, els Della Scala es converteixen en una important família del Renaixement valencià, emparentant amb la família reial a través del matrimoni amb Elfa Romeu i d'Aragó, filla de Theresa d'Aragó, neta del Conqueridor, o amb Roger de Llúria, també a través d'un matrimoni amb Theresa de Llúria, neta de l'almirall almogàver. Fruit d'aquest darrer matrimoni, els Descals s'instal·len en Cocentaina, cognom que ha perdurat fins a l'actualitat.
Un altre membre d'aquesta familia, Ramon d'Escales arriba a ser bisbe d'Elna i Llista de bisbes de Barcelona.